# 1993–1994-es magyar jégkorongbajnokság
Az 57. első osztályú jégkorong bajnokságban hét csapat indult el. A mérkőzéseket 1993. október 1. és 1994. április 30. között rendezték meg.

## Alapszakasz végeredménye
MEGJEGYZÉS: A második forduló után az 1-4, valamint az 5-7. helyezett csapatok szétváltak.

### Felsőház
|    | Csapat      | M  | GY | D | V | GK     | Pont |
| -- | ----------- | -- | -- | - | - | ------ | ---- |
| 1. | Alba Volán  | 18 | 11 | 5 | 2 | 112-43 | 27   |
| 2. | FTC         | 18 | 12 | 2 | 4 | 102-62 | 26   |
| 3. | Újpest TE   | 18 | 8  | 3 | 7 | 82-82  | 19   |
| 4. | Dunaferr SE | 18 | 8  | 2 | 8 | 91-57  | 18   |

### Alsóház
|    | Csapat               | M  | GY | D | V  | GK     | Pont |
| -- | -------------------- | -- | -- | - | -- | ------ | ---- |
| 5. | Jászberényi Lehel HC | 16 | 9  | 4 | 3  | 84-48  | 22   |
| 6. | MAC-Népstadion SZE   | 16 | 2  | 1 | 13 | 50-146 | 5    |
| 7. | Debreceni AHC        | 16 | 1  | 1 | 14 | 33-116 | 3    |

## Helyosztók
Döntő: Ferencváros - Alba Volán 2-0 (6-2, 8-1,)
Harmadik helyért: Dunaferr - UTE 2-1 (3-4, 4-1, 3-1)

## Bajnokság végeredménye
1. Ferencvárosi TC

2. Alba Volán-FeVita

3. Dunaferr SE

4. Újpest TE

5. Jászberényi Lehel

6. MAC-Népstadion SZE

7. Debreceni AHC

## A Ferencváros bajnokcsapata
Arkagyij Andrejev, Bognár Nándor, Dobos Tamás, Vlagyimir Fjodorov, Horváth Csaba, Hudák Gábor, Jámbor Károly, Juhász Zsolt, Kaltenecker István, Kiss Tibor, Miletics Csaba, Molnár Dávid, Molnár János, Orbán György, Szergej Oreskin, Paraizs Ernő, Pindák László, Póznik György, Sándor Szilárd, Szajlai László, Terjék István, Dmitrij Tyeplakov
Vezetőedző: Farkas András

## A bajnokság különdíjasai
- A legjobb kapus: Fekete Albert (Alba Volán)
- A legjobb hátvéd: Paraizs Ernő (FTC)
- A legjobb csatár: Ocskay Gábor (Alba Volán)
- A legjobb U18 játékos (Leveles Kupa): Kővágó Kristóf (Dunaferr)
- A legjobb újonc játékos (Kósa Kupa): Palkovics Krisztián (Alba Volán)
- A legtechnikásabb játékos (Miklós Kupa): Ocskay Gábor (Alba Volán)
- A legjobb külföldi játékos: Dimitrij Tyeplakov (FTC)

## Külső hivatkozások
- a Magyar Jégkorong Szövetség hivatalos honlapja